# Jongfryske Mienskip
Jongfryske Mienskip (frisó Comunitat de Joves Frisons) era una societat frisona de caràcter nacionalista i literari, dirigida pel metge Douwe Kalma (1896-1953). Aplegava una nova generació d'estudiants i d'intel·lectuals, cansats del to didàctic i moralitzant de la majoria d'escriptors frisons d'aleshores.
Reclamaven que el neerlandès fos relegat a ser la segona llengua a Frísia, i aspiraven a ampliar l'autogovern de la província amb el reconeixement previ del dret a l'autodeterminació. Alhora, afirmaven l'afinitat ètnica i nacional amb els frisons d'Alemanya i el seu parentiu pannacional tant amb els anglesos com amb els escandinaus, veritables pobles germànics, davant els alemanys i neerlandesos mestissats. El 1916 publicaren el seu programa polític, Frislân foar frysken (Frísia per als frisons), on aspiraven a tenir una relació quasi federal amb els Països Baixos i incloïen una proposta d'autarquia econòmica.
D'antuvi era enfrontada a les dues altres associacions frisones, Fryske Selskip, i la confessional Kristlik Selskip foar Fryske Tael en Skriftennisse (Societat Cristiana per la llengua i literatura frisones), fundada el 1908. Però amb aquesta darrera va aproximar postures quan el 1924 n'escollí com a cap Eelstje Folkerstma, qui el 1930 formularia un programa polític que coincidia bàsicament amb el publicat el 1916, basat en l'autogovern, l'autodeterminació, la cooficialitat del frisó a totes les esferes i a l'ensenyament, i la formació d'un govern frisó amb plenes competències legislatives. També contactaren amb els militants regionalistes de la Frísia Oriental, com l'Ostfriesische Landschaft, interessats per reviure el parentiu entre tots els pobles frisons. Organitzarien Congresos PanFrisons entre el 1925 i el 1937.
El 1920 tenia uns 800 socis i el 1938 patrocina la creació el 1938 de la Fryske Akademy (Acadèmia Frisona) per tal d'estudiar l'idioma i patrocinar-ne el seu ús a nivell oficial. En l'àmbit polític, fidel al seu ideari d'esquerres, fundaren la Sosiael Demokratysk Frysk Forbân (Unió Socialdemòcrata Frisona) o SDFF, que formaria part del SDAP neerlandès, molt arrelat al país des del 1886 i que mercè al poeta Piter Jelles Troelstra es mostrava favorable a les reivindicacions lingüístiques i culturals dels nacionalistes, bé que no de les polítiques. Douwe Kalma, però, evolucionà cap a la dreta.
Després de la Segona Guerra Mundial molts dels seus membres evolucionaren cap a altres grups, i el 1962 els pocs supervivents s'aplegaren en el Fryske Nasjonale Partij (Partit Nacional Frisó).